# Shaun Ryder
Shaun Ryder (City of Salford, 23 augustus 1962) is een Britse vocalist.
In 1982 vormde Ryder Happy Mondays, waarmee hij een combinatie van house, psychedelica en funk maakte. De groep bracht vier albums uit, totdat ze in 1992 vanwege Ryder's heroïneverslaving uit elkaar vielen. Een jaar later richtte Ryder Black Grape op, die in tegenstelling tot Happy Mondays meer rap- en funkgeoriënteerd was. Hun debuutalbum It's Great When You're Straight...Yeah debuteerde op de eerste plaats in de Britse hitlijst.
In 2004 sprak Ryder de stem in van het perverse personage Maccer, een zanger, voor het computerspel Grand Theft Auto: San Andreas. Zijn personage Maccer vertoont overeenkomsten met Ryder: hij had een rockband (genaamd The Gurning Chimps of de 'kauwende apen'), hij is afkomstig uit Salford en plant een comeback na geleden te hebben onder persoonlijke problemen. In 2005 was Ryder te horen op het Gorillaz-album Demon Days, waar hij de vocalen voor het nummer "DARE" deed. Hij was ook in de videoclip voor het nummer te zien, waar Ryder's hoofd in een geanimeerde omgeving aan draden verbonden is.

## Discografie

### Met Happy Mondays
- 1987 • Squirrel and G-Man Twenty Four Hour Party People Plastic Face Carnt Smile (White Out)
- 1988 • Bummed
- 1990 • Pills 'n' Thrills and Bellyaches
- 1992 • Yes Please!
- 2007 • Uncle Dysfunktional

### Met Black Grape
- 1995 • It's Great When You're Straight... Yeah
- 1997 • Stupid Stupid Stupid

### Solo
- 2003 • Amateur Night At the Big Top[4]

- Bibsys: 8051402
- Biblioteca Nacional de España: XX4580264
- Gemeinsame Normdatei: 121490874
- International Standard Name Identifier: 0000 0003 8306 1206
- Library of Congress Control Number: nb97044171
- MusicBrainz: cb72e132-66c1-44c2-986f-eed70d97d29a
- Virtual International Authority File: 267099543